# Георг фон Еверщайн-Наугард-Масов
Георг фон Еверщайн-Наугард-Масов (на немски: Georg zu Everstein-Naugard-Massow; * 1481; † 18 февруари 1553 в замък Масов в Мекленбург-Западна Померания/Западнопоморско войводство) е граф на Еверщай-Наугард-Масов (днес в Новогард) в Померания и Масов/Машево в Западнопоморско войводство.
Той е син на граф Лудвиг II фон Еверщайн-Кинденбург-Плате († 1502) и съпругата му Валбург фон Хонщайн-Фирраден, дъщеря на граф Йохан I фон Хонщайн-Хелдрунген, господар на Даме († 1498) и Анна фон Анхалт-Цербст († 1492). Брат му Волфганг фон Еверщайн (* 1483; † 13 март 1534) е катедрален приор в Камин (1524), домхер в Магдебург (1527 – 1528)
Георг фон Еверщайн получава от херцог Богислав X от Померания (1454 – 1523) през 1523 г. също господството Масов.

## Фамилия
Георг фон Еверщайн се жени 1526 г. за Валпургис Шлик († 24 декември 1575), дъщеря на граф Каспар III Шлик фон Басано-Вайскирхен († 1549) и Елизабет фон Вартенберг († 1572). Те имат децата:
- Кунигунда фон Еверщайн, омъжена 1549 г. за Зигизмунд Берка-Дуба-Липа
- Сибила фон Еверщайн, омъжена за Петер Берка-Дуба-Липа († 1585)
- Лудвиг III фон Еверщайн-Наугард (* 1527; † 25 март 1590), женен на 24 юни 1564 г. за Анна фон Мансфелд-Хинтерорт (* ок. 1520/1542; † 25 юли 1583)
- Волфганг II фон Еверщайн-Масов (* 1538; † 15 март 1592), женен на 8 април 1576 г. за Анна фон Липе (* 1551; † май 1614)
- Стефан Хайнрих фон Еверщайн-Кваркенбург (* 10 април 1543; † 1613), женен за графиня Маргарета фон Диц (* 14 октомври 1544; † 12 юли 1608)